# Сидорово-Кадамовский сельсовет
Сидорово-Кадамовский сельсовет  — упразднённая в 2004 году административно-территориальная единица в Ростовской области России. Входила в состав городского округа Шахты.
Административный центр — хутор Сидорово-Кадамовский.

## История
Образован в составе Шахтинского района Шахтинско-Донецкого округа Северо-Кавказского края.
С января 1954 по ноябрь 1957 года  находился в составе вновь образованной Каменской области; после её упразднения  вернулся в состав Октябрьского района Ростовской области. 
В октябре 1968 года подчинён Артёмовскому районному совету города Шахты.
В 2004 году  упразднён постановлением Законодательного собрания Ростовской области № 445 от 28.06.2004.

## Состав
На год упразднения входили два населённых пункта: хутора Даниловка и Сидорово-Кадамовский.
На 1926 год входили:
1. Весело-Бахмутовский хутор
2. Даниловка, хутор
3. Коммуна им. Ленина
4. Ново-Царевка, хутор
5. Сидоро-Кадамовка, хутор